# Allée couverte de Kerbalannec
Ne doit pas être confondu avec Allée couverte de Ty ar c'horriged, à Poullan-sur-Mer.
L'allée couverte de Kerbalannec, également appelée allée couverte de Ty-ar-c'horriket (maison des Korrigans), est située au lieu-dit Kerbalannec Vraz sur la commune de Beuzec-Cap-Sizun dans le Finistère, en France.

## Historique
L'édifice est fouillé en 1879 par Paul du Châtellier. Il fait l'objet d'un classement au titre des monuments historiques par arrêté du 10 janvier 1924.

## Description
L'allée couverte est orientée sud-sud-est/nord-nord-ouest. Elle mesure environ 11 m de longueur. Sa largeur varie de 1,90 m à l'entrée, 2,20 m au milieu et 1,50 m au fond. Elle est délimitée par huit orthostates de chaque côté et un à chaque extrémité supportant cinq tables de couverture (la plus monumentale mesure 2,75 m sur 2,80 m pour une épaisseur moyenne de 0,60 m). La hauteur sous dalle atteint en moyenne 1,90 m. L'entrée est barrée par une dalle transversale laissant un passage d'à peine 0,50 m, elle est précédée d'un court vestibule.
A 1,30 m des montants de la paroi occidentale, il existe une ligne parallèle constituée de douze blocs de pierre dépassant du sol de 0,40 m correspondant probablement à un péristalithe destiné à l'origine à contenir le tertre.

## Matériel archéologique
Selon Paul du Châtellier, le niveau de remplissage de la chambre s'élevait jusqu'à 0,40 m en dessous des tables, composé d'argile, de cendres et de nombreux charbons de bois. Le matériel céramique découvert comprend trois vases à fond rond, une jatte à fond plat, deux vases type « pot-de-fleur » attribués à la Culture Seine-Oise-Marne, et des tessons correspondant à au moins trois vases attribués au Campaniforme. Le reste du mobilier découvert comprend un petit matériel lithique (une hache polie en dolérite de type A, un fragment d'herminette en fibrolithe divers outils en silex lames, éclats, grattoirs), une fusaïole et trois pendeloques en pierre perforées.